# Said Sandoval
Said Sandoval (Ciudad de México, 24 de enero de 1988) es un actor, director y guionista mexicano, conocido por su personaje 'Cuau' en la serie de Netflix, Club de Cuervos, así como en diferentes proyectos en cine y televisión.

## Filmografía
- La bestia de Sonora (2015) como Vaquero #1.
- Club de Cuervos (2015-2019) como Cuau.[4]
- Noches con Platanito (2017) como invitado.
- Socorro (2018) como Ulises.
- Verte partir (2018) como Pepe.
- La muerte de Rafael Rivera (2019) como Rafael Rivera.
- Hernán (2020) como Pixku.[5]
- Sin miedo a la verdad (2020) como Pérez.
- Masacre en Teques (2020) como Toshiro.
- Fuego ardiente (2021) como Chino.
- No vayas a clase mañana (2021) como Omar.
- Un día para vivir (2021) como Emilio.
- Pancho Villa, El Centauro del Norte (2022) como Francisco Bernal.
- Poderoso Victoria (2022) como El Cheque.
- Rosario Tijeras (2025) como Payaso[6]